# Pordim-Inseln
Die Pordim-Inseln (bulgarisch острови Пордим ostrowi Pordim) sind eine Gruppe aus zwei benachbarten Inseln im Archipel der Südlichen Shetlandinseln. Sie erstrecken sich 0,87 km ostnordöstlich von Heywood Island und 2,1 km nordwestlich des Catharina Point von Robert Island über eine Länge von 0,96 km in ostsüdost-westnordwestlicher Ausrichtung.
Bulgarische Wissenschaftler kartierten sie 2008. Die bulgarische Kommission für Antarktische Geographische Namen benannte sie im selben Jahr nach der Stadt Pordim im Norden Bulgariens.